# Acesas
Acesas ou Aceseu (em grego clássico: Ακεσας ou Ακεσεύς) foi um artista natural de Salamina, no Chipre, famoso por sua habilidade em tecer tecidos com padrões variados (polymitarius).[carece de fontes?]
Acesas e seu filho Helicon, que se destacaram na mesma arte, são mencionados por Ateneu. Zenóbio fala dos dois artistas, mas diz que Acesas (ou, como ele o chama, Aceseu) era natural de Patara e Helicon de Caristo. Ele também diz que eles foram os primeiros a fazer peplos para Atena.[carece de fontes?]

Embora o tempo exato de suas vidas seja desconhecido, deve ter sido antes da época de Eurípides e Platão, que mencionam os peplos que fizeram. Um exemplar da obra desses dois artistas foi preservado no templo de Delfos, com uma inscrição no sentido de que Palas havia transmitido uma habilidade maravilhosa em suas mãos.